# Шарль Фердинанд Паю де Мортанж
Шарль Фердинанд Паю де Мортанж (фр. Charles Ferdinand Pahud de Mortanges; 18 квітня 1803 — 31 серпня 1873) — сорок шостий генерал-губернатор Голландської Ост-Індії, міністр колоній в декількох кабінетах.

## Біографія
Шарль Фердинанд Паю де Мортанж народився в Амстердамі. Його батько, Абрахам Даніель Фердинанд Паю (1767—1830) народився в Лозанні і був директором школи-інтернату в Батавії і дитячого будинку в Семаранзі. Його матір'ю була Антуанетта Філліпіна Крістіна Вальтер (1765—1847).
Паю провів більшість свого життя в Голландській Ост-Індії (з 1814 по 1848) де працював в колоніальному уряді, займаючи низку посад, поки в 1 листопада 1849 року не став міністром колоній в першому уряді Торбеке. Після урядової кризи 1853 року він залишився на посаді міністра колоній в уряді ван Халла.
На цій посаді він розробив Урядове положення щодо голландської Ост-Індії, в якому розділив населення колонії на європейців, тубільців та іноземців зі сходу (здебільшого це були китайці). Була закріплена цензура, дозволена свобода зібрань (але не політичних). П'ять членів Ради Індій мали би призначатися короною.
21 листопада 1856 року він був призначений генерал-губернатором Ост-Індії. Набув повноважень він 22 травня наступного року. Під його керівництвом було остаточно скасоване рабство.
Шарль Фердинанд Паю де Мортанж помер в Гаазі 31 серпня 1873 року.